# 薩福 (馬里)
薩福（法語：Safo），是馬里的城鎮，位於該國西部，由卡伊區的基塔省負責管轄，面積307平方公里，海拔高度438米，2009年人口16,066，人口密度每平方公里52.34人。